# Thomas Luckmann
Thomas Luckmann (14. října 1927 Občina Jesenice – 10. května 2016 Korutany, Rakousko) byl profesor sociologie na univerzitě v německé Kostnici. Od roku 1994 byl emeritním profesorem. Jeho asi nejznámější práce nese název Sociální konstrukce reality a napsal ji společně s dalším sociologem Peterem Bergerem v roce 1966. Popisují v ní, že média do jisté míry konstruují sociální realitu.
Narodil se ve slovinském městě Jesenice, které v té době patřilo ke Království Srbů, Chorvatů a Slovinců, do slovinsko-německé rodiny.

## Vliv na jeho práci
Práce Thomase Luckmanna především souvisí s dalším významným sociologem Peterem I. Bergem. Oba se seznámili v 50. letech 20. století při svých studiích na New School for Social Research v New Yorku, kde byli studentem sociologa Alfreda Schütze. Ten výrazně ovlivnil jejich práci, zejména pak právě Luckmanna, a uvedl je do tradice fenomenologické sociologie. Tyto myšlenky zapracovali do své teorie sociologie vědění. Ta tvrdí, že sociální produkce vědění nemá svůj zdroj zejména v institucionálních a ideologických rovinách, jak tvrdí například Mannheim, ale je produktem především každodenního života a světa sociálních interakcí v každodenním žití.

## Sociální konstrukce reality
Sociální konstrukce reality publikovaná v roce 1966 patří mezi nejznámější dílo, na němž se Luckmann podílel. V tomto díle Thomas Luckamann společně s Peterem Bergem čerpají od Durkhiema, Schütze, Mannheima až po Nietzscheho a snaží se tak v sociologii vytvořit svůj vlastní argument pojetí institucí v životě člověka, než zasadit svoji práci do určitého sociologického kontextu. Kniha tak otevírá nový trend v sociologii, který vybízí k analýze mechanizmů, které stojí za konstrukcí našeho sociálního světa. V knize se zabývají především významem institucí, kdy tento koncept analyzují od sociálních interakcí mezi jedinci až po roli státu. Kladou si otázku, proč vůbec sociální instituce vznikají a existují neboli proč se člověk podřizuje jistým kontextům svého jednání. V jejich práci tak hraje i okrajovou roli analýza pudů, jinými slovy institucionální nedokonalosti člověka. Hlavním tématem knihy jsou ale instituce, jenž souvisí se socializací člověka. Autoři začínají u institucí rodiny a matky, přes které prvně vnímáme a poznáváme okolní svět a sbíráme tak potřebné zkušenosti. Postupně se jako jedinec učíme gestům, zvukům a jazyku, jež jsou klíčové pro umění interpretace. Hlavně jazyk a osobnost člověka poté hraje důležitost v konceptu socializace, kdy jazyk slouží k reprodukci osobní identity. Postupně poté přechází k vyšší rovině institucí, jež je možnost reinterpretace, neboli legitimizace interpretací druhého řádu. Sem autoři zařazují koncepty jako je spravedlnost, emancipace, Boží vůle, pokrok atd. Závěr Luckmannovy a Bergerovy práce by se ale dal uchopit frází: člověk vytváří sám sebe, což probíhá skrze instituce, které mají vliv na naše jednání.

## Další díla
O faktu, že byl Thomas Luckmann velmi ovlivněn Alfredem Schützem svědčí i fakt, že po Schützově smrti se rozhodl dokončit jeho rozpracované dílo, které v roce 1959 vydal pod názvem Struktury životního světa (z německého originálu Strukturen der Lebenswelt).
V tomto díle se zabývá podrobnou analýzou rysů každodenního žití. Druhý svazek tohoto díla, který je postaven na myšlenkách toho prvního, vychází v roce 1983. Zde jsou více dopodrobna rozebrány dva koncepty. Tím prvním je komunikace a používání jazyka. Druhou rovinou tohoto svazku je pak analýza, jaký dopad může mít zkušenost, myšlenka, a nové vjemy na rozhodnutí, akci a sociální interakci.
Nejvíce známou monografií Thomase Luckmanna je poté The Invisible Religion (Neviditelné náboženství), ve kterém dává termínu náboženství pět významů. Tím prvním je proces socializace, kdy se člověk povznáší nad svojí biologickou přirozenost. Druhý a třetí význam určuje funkční smyslové systémy na rovině personální a společenské. Čtvrtý a pátý význam směřuje k systémům smyslu bytí opět na personální a společenské rovině.